# ستيف كوكس (رسام)
ستيف كوكس (بالإنجليزية: Steve Cox)‏ هو رسام أسترالي، ولد في 1958 في Harringay ‏ في المملكة المتحدة.